# Erythrus ignitus
Erythrus ignitus är en skalbaggsart som beskrevs av Francis Polkinghorne Pascoe 1866. Erythrus ignitus ingår i släktet Erythrus och familjen långhorningar. Inga underarter finns listade i Catalogue of Life.